# Velike Brisnice
Velike Brisnice – wieś w Chorwacji, w żupanii licko-seńskiej, w mieście Senj. W 2011 roku pozostawała niezamieszkana.